# ФК Кечкемет
ФК Кечкемет (KTE) (мађ. Kecskeméti TE) је мађарски фудбалски клуб из града Кечкемета у Мађарској.

## Историја
Клуб је основан 1911. године. Од 1945. године екипа је своје утакмице играла поред жељезничке странице. Спортски клуб Кечкемет (KSC) је други клуб из Кечкемета, основан 1972. године. Ова два клуба су постали љути ривали у другој и трећој дивизији до уједињења 1999. године. КТЕ је увек био миљеник локалне радничке класе из околине.
Прве године новог миленијума су донеле доста проблема кечкеметском фудбалу али је 2006. донела преокрет и ФК Кечкемет се стабилисао као екипа и гледаоци су се вратили на трибине.
2011. клуб је остварио свој највећи успех освојивши Куп Мађарске, победивши у финалу Фехервар са 3:2.

## Тренери
- Тренер:  Иштван Урбаньи
- Кондициони тренер и тренер голмана:  Ласло Цех
- Тренер голмана:  Шандор Ердеји

## Трофеји
- Куп Мађарске
  - Освајач (1): 2011.

- Друга лига Мађарске
  - Првак (1): 2008.